# Les Gangsters du château d'If
Pour plus de détails, voir Fiche technique et Distribution.
Les Gangsters du château d'If est un film français réalisé par René Pujol, sorti en 1939.

## Fiche technique
- Titre : Les Gangsters du château d'If
- Réalisation : René Pujol
- Scénario et dialogues : René Pujol, d'après l'œuvre d'Henri Alibert
- Décors : Jean d'Eaubonne
- Photographie : Nicolas Toporkoff
- Musique : Vincent Scotto et René Sarvil
  - Chansons : Vincent Scotto
- Pays d'origine :  France
- Genre : Comédie dramatique[1]
- Durée : 95 minutes[1]
- Date de sortie : 
  - France - 22 février 1939
- Affiche : Guy-Gérard Noël (France)

## Distribution
- Henri Alibert : Jean Mariole
- Germaine Roger : Nine
- Betty Stockfeld : Odette Paradis
- Pierre Larquey : Esprit Saint
- Raymond Aimos : Dédé
- Andrex : Bimbo
- Jean Témerson : Papalouche
- Charlotte Dauvia : Jérômine
- Roger Peter : le groom
- René Sarvil : Stoquefiche
- Marcel Pérès : un visiteur du château d'If